# Martha Minichelli de Costanzo
Martha Susana Minichelli de Costanzo fue una política argentina, miembro del Partido Justicialista, que se desempeñó como senadora nacional por la provincia de Río Negro entre 1973 y 1976.

## Carrera
Militante del Partido Justicialista, pertenecía al «peronismo ortodoxo».
En mayo de 1973 asumió como senadora nacional por Río Negro (junto a Emilio Belenguer), formando parte del grupo de tres mujeres que se desempeñaron en la cámara alta del Congreso de la Nación Argentina a partir de esa fecha. Integró como vocal la Comisión de Trabajo y Previsión Social, y presidió la Comisión de la Condición Femenina, la Familia y la Minoridad y la Comisión Revisora de Cuentas de la Administración.
No pudo finalizar su mandato, que se extendía hasta marzo de 1977, por el golpe de Estado del 24 de marzo de 1976.
Era cuñada del también senador peronista por Río Negro entre 1989 y 2001 Remo Costanzo, quien además fue titular de una fundación de ayuda social en la cual Minichelli se desempeñó como prosecretaria.